# Іркутський вугільний басейн
Іркутський вугільний басейн — розташований в Іркутській області РФ.

## Історія
Пром. осов бас. розпочато з 1896.

## Характеристика
Пл. 37 тис. км². Розвідані запаси вугілля становлять 7,5 млрд т, заздалегідь оцінені — 9 млрд т, в тому числі кам'яного відповідно 5,2 і 8,5, бурих — 2,3 і 0,5. У басейні виділено 16 вугленосних районів, розвідано 20 великих вугільних родовищ, в тому числі кам.-вуг. — Черемховське, Вознесенське, Новометьолкінське, Каранцайське, Ішидейське; буровуг. -Азейське, Мугуйське. Басейн пов'язаний з асиметричним Передсаянським прогином. Вугленосність — з юрським відкладами, що залягають в широких пологих западинах домезозойських порід. Потужність їх наростає в південно-зах. напрямі від 75 до 750 м. У відкладах простежується від 1-2 до 25 пластів вугілля потужністю 1-10(19) м. Будова пластів складна, залягання порушене дрібо-амплітудними розривами і карстовими процесами. Вугілля в осн. гумусове (87 %), частково гумусово-сапропелеве і сапропелеве, марок від БЗ до ГЖ. Вугілля зольне (19-30 %), мало- і високосірчисте (до 5,5 %). Вугілля використовується в осн. в енергетич. цілях, частково для напівкоксування і газифікації.

## Технологія розробки
Відкритий спосіб видобування.
Розробляються Черемховське, Азейське, Тулунське родов. розрізами.